# Gekraagde koketkolibrie
De gekraagde koketkolibrie (Lophornis magnificus) is een vogel uit de familie Trochilidae (kolibries).

## Verspreiding en leefgebied
Deze soort is endemisch in zuidelijk-centraal, oostelijk en zuidoostelijk Brazilië.